# Kendari
Kendari är en stad på sydöstra Sulawesi i Indonesien. Den är administrativ huvudort för provinsen Sulawesi Tenggara och har cirka 400 000 invånare.